# Alice in Wonderland (игра, 2010)
 Алиса в Стране чудес (англ. Alice in Wonderland) — трёхмерная аркадная игра по одноимённому фильму Тима Бёртона. Разработана компанией Étranges Libellules.

## Игровой процесс
В Alice in Wonderland у игроков появляется возможность сопровождать Алису и помогать ей в течение её путешествия по миру Подземелья, разгадывая множество запутанных головоломок. По пути игроки встретят разнообразных и уникальных персонажей, таких как Шляпник и Чеширский кот, у каждого из которых есть свои уникальные способности, нужные для того, чтобы помочь главной героине избегать ловушек и решать сложные задачи.

## Сюжет
19-летняя Алиса должна дать ответ на предложение Хэмиша. Но она замечает Белого Кролика и бежит за ним. И как в детстве, проваливается в кроличью нору (точнее её туда тянет Кролик). Попав в Круглый зал, Алиса, как в фильме, выпивает микстуру (уменьшуньку) и ест пирожок (растибулку). Всё это время за ней наблюдают Соня и Кролик (МакТвисп). Они решают отправиться за ней и определить, та ли это Алиса. Найдя её, они решают пойти к Абсолему. Встретив по пути Мартовского Зайца, они выходят на площадку, где им приходится сразиться с Брандашмыгом. После победы они встречают Абсолема, и тот советует им поговорить со Шляпником. Пройдя через чащобу Тум-Тум, мимо дерева Сикурс-Накурс, друзья встречают его. Он верит, что это та Алиса и решает отправиться в крепость Красной Королевы за Вострым Мечом. Друзья проходят через Хижину Шляпника, подравняв при этом Алису, и оказываются в Цилиндрии — городе, где жил Шляпник. Решив загадку с часами, они открывают путь в Красную пустыню. Пройдя её с помощью ленточки, они оказываются у замка Красной королевы. Войдя в него, Алиса сильно увеличивается в размере. Из-за этого Алису замечает Королева, и она решается отвлечь её, пока её друзья ищут уменьшуньку. Найдя её (сразившись пару раз), друзья уменьшают Алису (её позвали, когда она знакомилась с Валетом). Попав в конюшни, Алиса достаёт Меч, отдав Брандашмыгу его глаз, выколотый Соней. Но всё усложняется, когда появляется Валет. После победы над ним, он уходит, запирая Алису с друзьями на острове, и им приходится оседлать Брандашмыга. Снова попав в Пустыню, Шляпник советует отправиться в Мраморию к Белой Королеве. Пройдя через Круглый Зал и чащобу Тум-Тум(снова мимо дерева Сикурс-Накурс), друзья попадают в Мраморию. Придя к Королеве, Алиса получает прежний рост и совет найти доспехи. Добыв их, Алиса снова встречает окукливающегося Абсолема и тот говорит, что она раньше была в Подземелье и назвала его Страной Чудес. Алиса всё вспоминает и решается пойти на схватку с Бармаглотом. Во время битвы друзья помогают Алисе, и она побеждает Бармаглота.

## Отзывы
| Сводный рейтинг | Сводный рейтинг | Сводный рейтинг |
| Издание         | Оценка          | Оценка          |
| Издание         | DS              | Wii             |
| --------------- | --------------- | --------------- |
| GameRankings    | 78,82 %         | 70,50 %         |